# Phenix (Virginie)
Pour les articles homonymes, voir Phénix (homonymie).
Phenix est une municipalité américaine située dans le comté de Charlotte en Virginie.
Selon le recensement de 2010, Phenix compte 226 habitants. La municipalité s'étend sur 1,15 mille carré (2,98 km2).
La localité est fondée en 1908 par des hommes d'affaires de Farmville, en anticipation de l'arrivée du chemin de fer reliant Norfolk à la Virginie-Occidentale. Phenix devient une municipalité en 1930, par décision de justice.